# 吉莱特 (怀俄明州)
吉莱特（英語：Gillette），是美国怀俄明州坎貝尔县（Campbell）下属的一座城市。该市的人口在2000年为19,646人，2010年有29,087，2011年则估计有29,389人。